# Simulium acarayense
Simulium acarayense es una especie de insecto del género Simulium, familia Simuliidae, orden Diptera.
Fue descrita científicamente por Coscaron & Wygodzinsky en 1972.